# Trilbardou
Trilbardou est une commune française située dans le département de Seine-et-Marne en région Île-de-France.

## Géographie

### Localisation
Trilbardou est située à 8 km à l'ouest de Meaux.

### Communes limitrophes
| Villeroy                  | Chauconin-Neufmontiers |          |
| Charmentray               | Trilbardou             | Villenoy |
| Jablines, Précy-sur-Marne | Lesches                | Vignely  |

Les communes limitrophes sont  Charmentray, Chauconin-Neufmontiers, Jablines, Lesches, Précy-sur-Marne, Vignely et Villeroy.

### Géologie et relief
La commune est classée en zone de sismicité 1, correspondant à une sismicité très faible.
L'altitude varie de 47 mètres à 60 mètres pour le point le plus haut, le centre du bourg se situant à environ 53 mètres d'altitude (mairie).

### Hydrographie

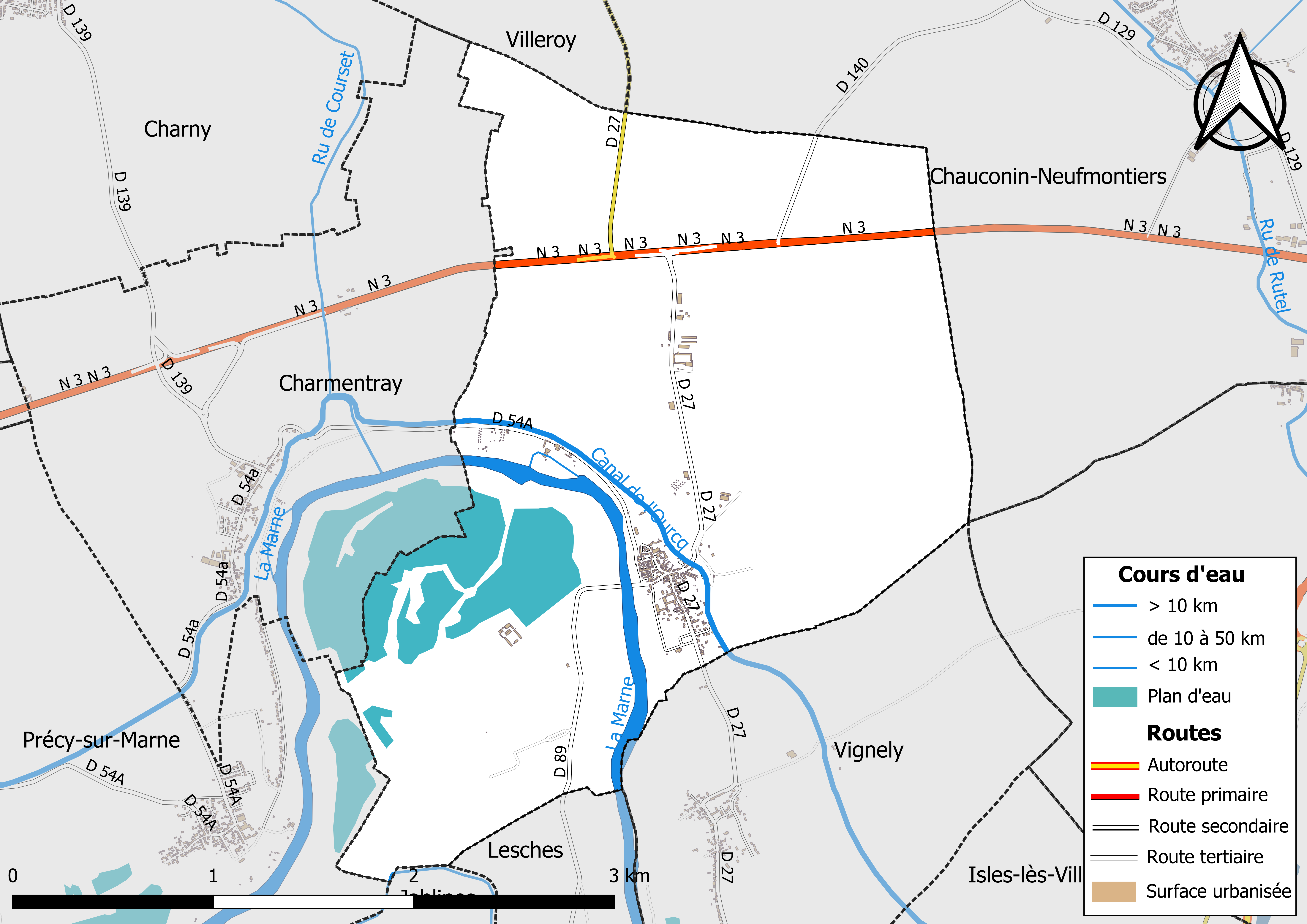
Carte des réseaux hydrographique et routier de Trilbardou.

Le réseau hydrographique de la commune se compose de quatre cours d'eau référencés :
- la rivière la Marne, longue de 514,26 km[3], principal affluent de la Seine, ainsi que :
  - un bras de 0,43 km[4] ;
  - le ru du Rapinet, 5,68 km[5], qui conflue dans un bras de la Marne (F6609001)[6] ;
- le canal de l'Ourcq.

La longueur totale des cours d'eau sur la commune est de 4,52 km.

### Climat
Pour des articles plus généraux, voir Climat de l'Île-de-France et Climat de Seine-et-Marne.
En 2010, le climat de la commune est de type climat océanique dégradé des plaines du Centre et du Nord, selon une étude du CNRS s'appuyant sur une série de données couvrant la période 1971-2000. En 2020, Météo-France publie une typologie des climats de la France métropolitaine dans laquelle la commune est exposée à un climat océanique altéré et est dans la région climatique Nord-est du bassin Parisien, caractérisée par un ensoleillement médiocre, une pluviométrie moyenne régulièrement répartie au cours de l’année et un hiver froid (3 °C).
Pour la période 1971-2000, la température annuelle moyenne est de 11,1 °C, avec une amplitude thermique annuelle de 15,6 °C. Le cumul annuel moyen de précipitations est de 724 mm, avec 11 jours de précipitations en janvier et 7,7 jours en juillet. Pour la période 1991-2020, la température moyenne annuelle observée sur la station météorologique la plus proche, située sur la commune de Torcy à 15 km à vol d'oiseau, est de 12,1 °C et le cumul annuel moyen de précipitations est de 716,4 mm,. Pour l'avenir, les paramètres climatiques de la commune estimés pour 2050 selon différents scénarios d'émission de gaz à effet de serre sont consultables sur un site dédié publié par Météo-France en novembre 2022.

### Transports en commun
La commune est desservie par les lignes :
- No L (Trilbardou – Esbly) du réseau de bus Meaux et Ourcq ;
- No 9 (Meaux – Mitry-Mory) du réseau de bus Roissy Est.

### Milieux naturels et biodiversité

#### Espaces protégés
La protection réglementaire est le mode d’intervention le plus fort pour préserver des espaces naturels remarquables et leur biodiversité associée,.
Un  espace protégé est présent sur la commune : 
le « plan d'eau des Olivettes », objet d'un arrêté préfectoral de protection de biotope, d'une superficie de 131 ha.

#### Réseau Natura 2000

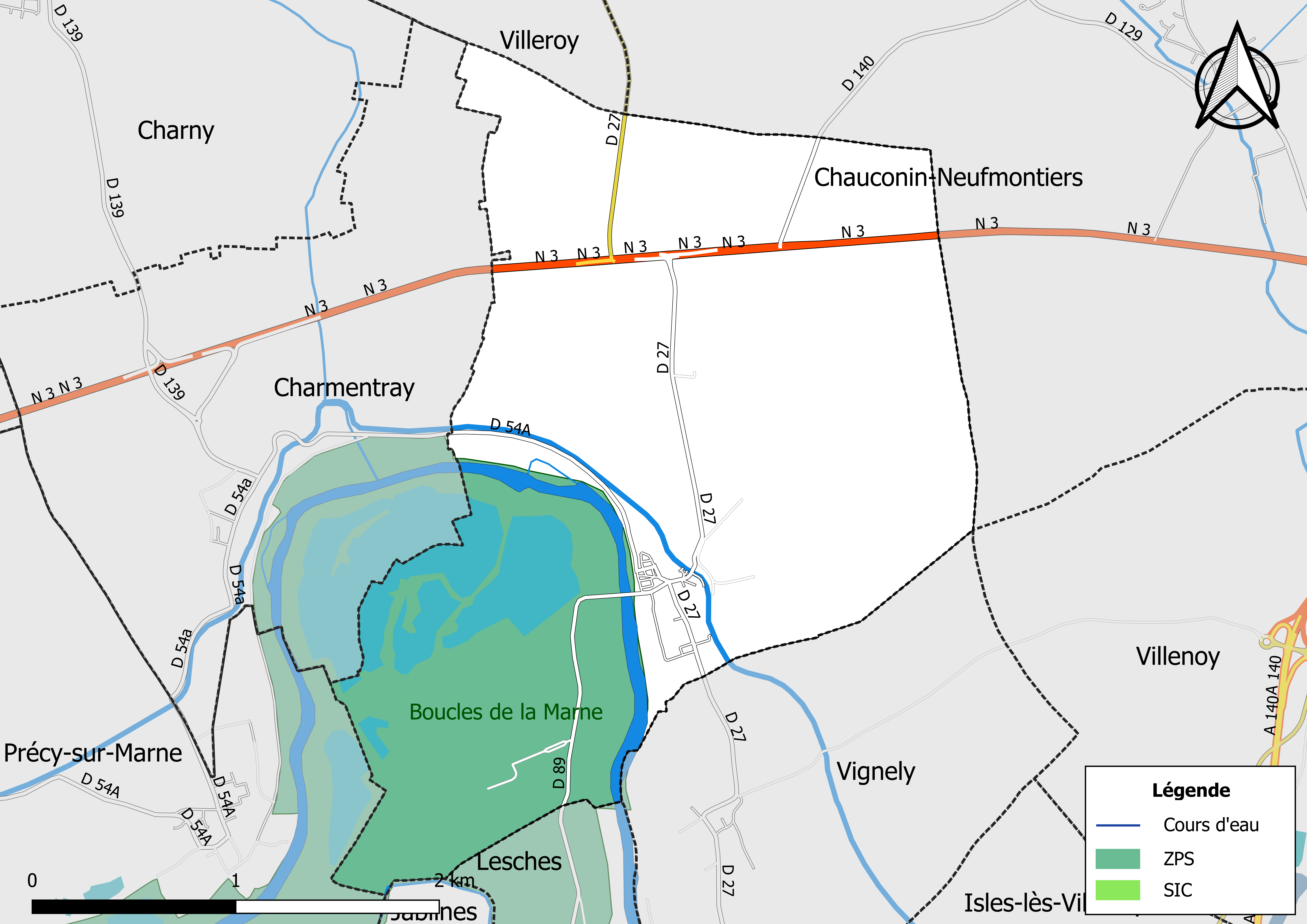
Sites Natura 2000 sur le territoire communal.

Le réseau Natura 2000 est un réseau écologique européen de sites naturels d’intérêt écologique élaboré à partir des Directives « Habitats » et « Oiseaux ». Ce réseau est constitué de Zones spéciales de conservation (ZSC) et de Zones de protection spéciale (ZPS). Dans les zones de ce réseau, les États Membres s'engagent à maintenir dans un état de conservation favorable les types d'habitats et d'espèces concernés, par le biais de mesures réglementaires, administratives ou contractuelles.
Un  site Natura 2000 a été défini sur la commune au titre de la « directive Oiseaux », :  
- les « Boucles de la Marne », d'une superficie de 2 641 ha, un lieu refuge pour une population d’Œdicnèmes criards d’importance régionale qui subsiste malgré la détérioration des milieux[19],[20].

#### Zones naturelles d'intérêt écologique, faunistique et floristique
L’inventaire des zones naturelles d'intérêt écologique, faunistique et floristique (ZNIEFF) a pour objectif de réaliser une couverture des zones les plus intéressantes sur le plan écologique, essentiellement dans la perspective d’améliorer la connaissance du patrimoine naturel national et de fournir aux différents décideurs un outil d’aide à la prise en compte de l’environnement dans l’aménagement du territoire.
Le territoire communal de Trilbardou comprend deux ZNIEFF de type 1,,, 
les « Pâture et bois du Château de Montigny » (28,93 ha), couvrant 2 communes du département et 
les « plans d'eau de Trilbardou » (278,86 ha), couvrant 3 communes du département.
et une ZNIEFF de type 2,, 
la « vallée de la Marne de Coupvray à Pomponne » (3 619,57 ha), couvrant 17 communes du département.

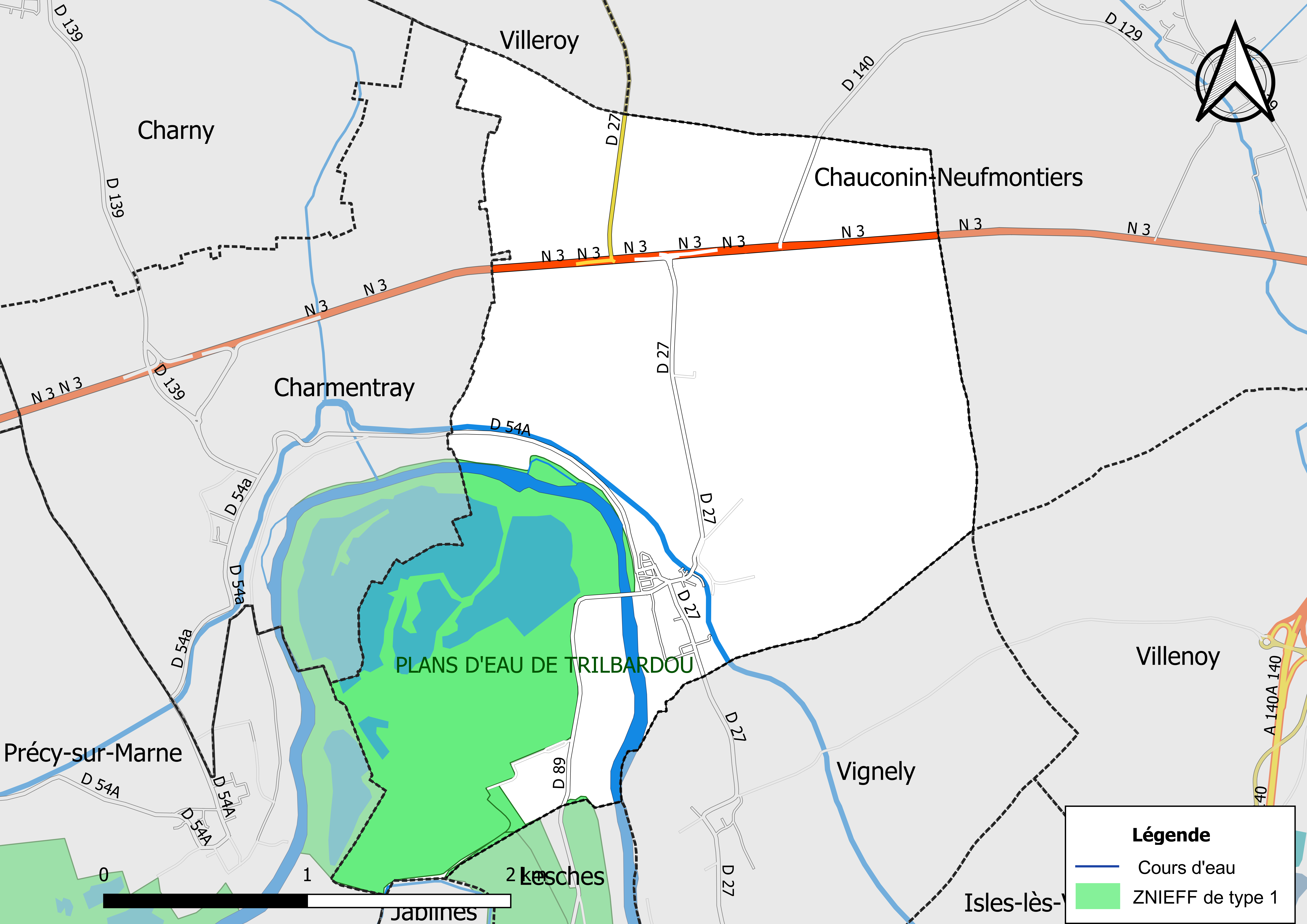
Carte des ZNIEFF de type 1 de la commune.
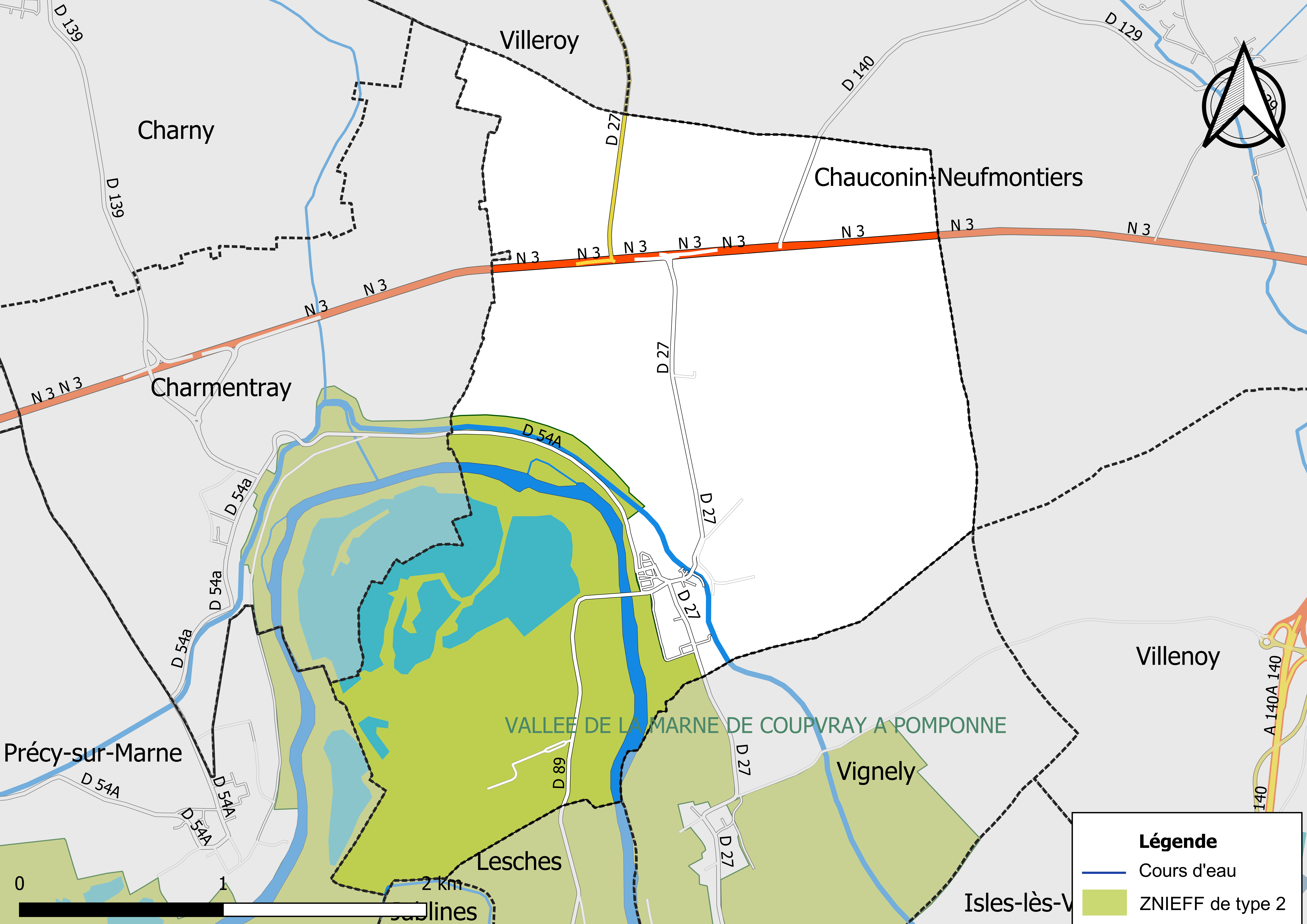
Carte des ZNIEFF de type 2 de la commune.

## Urbanisme

### Typologie
Au 1er janvier 2024, Trilbardou est catégorisée bourg rural, selon la nouvelle grille communale de densité à sept niveaux définie par l'Insee en 2022.
Elle est située hors unité urbaine. Par ailleurs la commune fait partie de l'aire d'attraction de Paris, dont elle est une commune de la couronne,. Cette aire regroupe 1 929 communes,.

### Occupation des sols
L'occupation des sols de la commune, telle qu'elle ressort de la base de données européenne d’occupation biophysique des sols Corine Land Cover (CLC), est marquée par l'importance des territoires agricoles (74,7 % en 2018), en diminution par rapport à 1990 (76,2 %). La répartition détaillée en 2018 est la suivante : 
terres arables (74,7% ), eaux continentales (8,7% ), milieux à végétation arbustive et/ou herbacée (4,7% ), mines, décharges et chantiers (4,4% ), forêts (4,4% ), zones urbanisées (3,2 %).
Parallèlement, L'Institut Paris Région, agence d'urbanisme de la région Île-de-France, a mis en place un inventaire numérique de l'occupation du sol de l'Île-de-France, dénommé le MOS (Mode d'occupation du sol), actualisé régulièrement depuis sa première édition en 1982. Réalisé à partir de photos aériennes, le Mos distingue les espaces naturels, agricoles et forestiers mais aussi les espaces urbains (habitat, infrastructures, équipements, activités économiques, etc.) selon une classification pouvant aller jusqu'à 81 postes, différente de celle de Corine Land Cover,,. L'Institut met également à disposition des outils permettant de visualiser par photo aérienne l'évolution de l'occupation des sols de la commune entre 1949 et 2018.

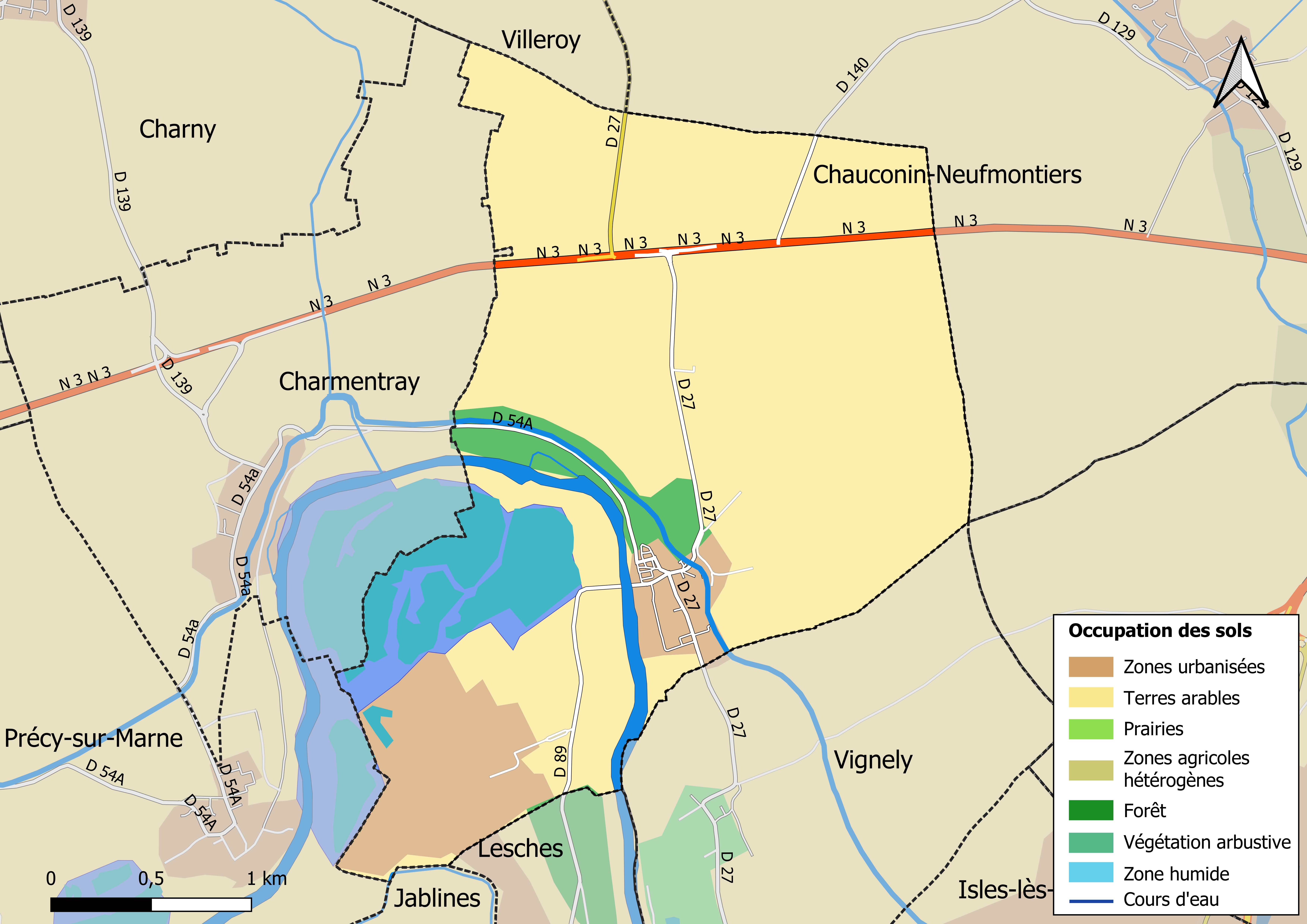
Carte des infrastructures et de l'occupation des sols en 2018 (CLC) de la commune.
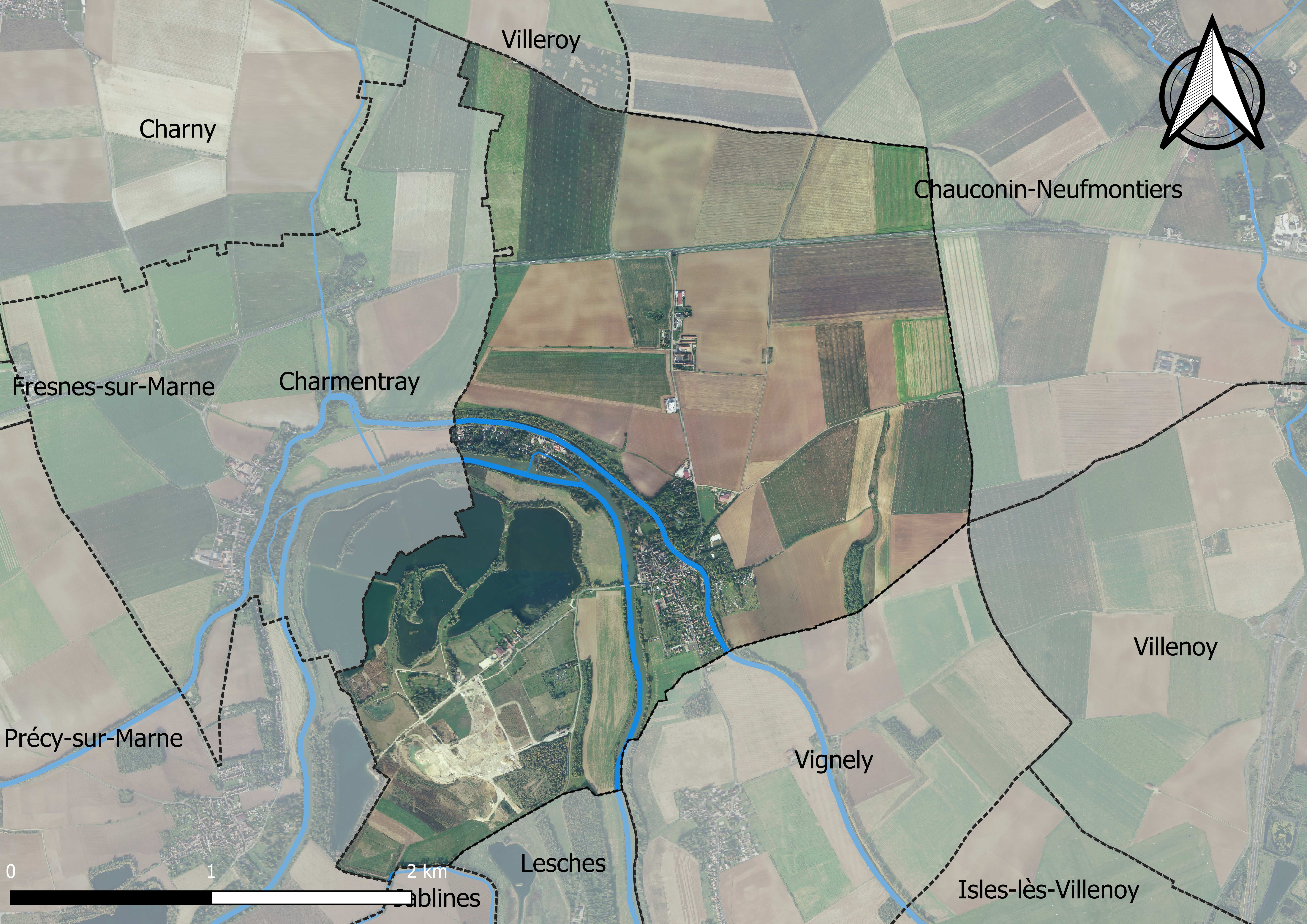
Carte orhophotogrammétrique de la commune.

### Habitat et logement
En 2018, le nombre total de logements dans la commune était de 288, alors qu'il était de 294 en 2013 et de 274 en 2008.
Parmi ces logements, 87,2 % étaient des résidences principales, 4,9 % des résidences secondaires et 8 % des logements vacants. Ces logements étaient pour 79,5 % d'entre eux des maisons individuelles et pour 17,4 % des appartements.
Le tableau ci-dessous présente la typologie des logements à Trilbardou en 2018 en comparaison avec celle de Seine-et-Marne et de la France entière. Une caractéristique marquante du parc de logements est ainsi une proportion de résidences secondaires et logements occasionnels (4,9 %) supérieure à celle du département (2,9 %) et à celle de la France entière (9,7 %). Concernant le statut d'occupation de ces logements, 75,3 % des habitants de la commune sont propriétaires de leur logement (73,3 % en 2013), contre 61,8 % pour la Seine-et-Marne et 57,5 pour la France entière.
| Typologie                                               | Trilbardou | Seine-et-Marne | France entière |
| ------------------------------------------------------- | ---------- | -------------- | -------------- |
| Résidences principales (en %)                           | 87,2       | 90,3           | 82,1           |
| Résidences secondaires et logements occasionnels (en %) | 4,9        | 2,9            | 9,7            |
| Logements vacants (en %)                                | 8          | 6,8            | 8,2            |

### Planification de l'aménagement
La commune disposait en 2019 d'un plan local d'urbanisme approuvé. Le zonage réglementaire et le règlement associé peuvent être consultés sur le Géoportail de l'urbanisme.

## Toponymie
Le nom de la localité est mentionné sous les formes Tria vers 1172 ; Tria le Bardol en 1217 ; Pedagium de Tria Bordoli en 1229 ; Triabardulphi en 1248 ; Villa de Tria Bardouli en 1249 ; Triabardolii en 1254 ; Tribaldolt en 1258 ; Triabardolli en 1260 ; Tria lou Bardou en 1265 ; Triunbardol en 1273 ; Tillebardoul en 1275 ; Trie en 1275 ; Trie le Bardoul en 1306 ; Tria Bardonis en 1327 ; Tri Le Bardou en 1347 ; Try le Bardoul en 1394 ; Trillebardou près Meaulx en 1481 ; Trillebardoul en 1482 ; Tribaldou en 1563 ; Trilbardou en 1594 ; Trillebardoult en 1606.
Tri : Altération du mot trajectum qui veut dire « traversée, passage » en latin. En effet, Trilbardou était le passage obligé de la Marne sur la route de Paris vers l’Est en passant par Lagny.
Nommée ainsi, en hommage, au retour des croisades en 1101, à son seigneur du village Hugues II de Broyes surnommé Bardulfl qui signifie « revêtu d’une carapace » (en référence à son armure), dit Bardoul, devenu par corruption Trilbardou.
On retrouve la même situation et origine dans les villes de Trilport, Trie-Château, le Trait.

## Histoire
Le 1er août 1590, a lieu un combat entre une compagnie de cavalerie du sieur de Givry, agissant pour le compte d'Henri IV et l'avant garde du duc de Mayenne venu délivrer Paris.

## Politique et administration

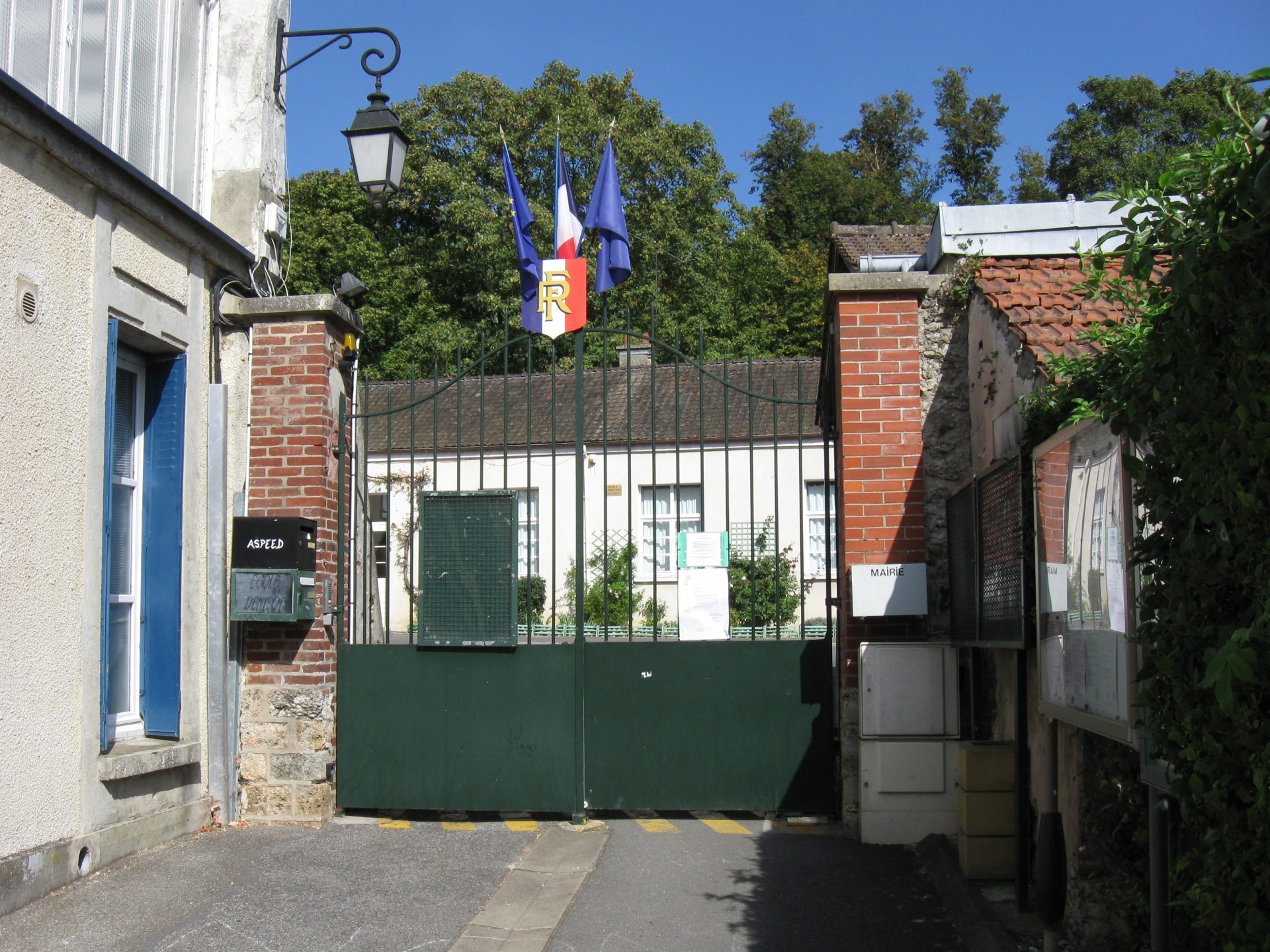
La mairie.

### Rattachements administratifs et électoraux
La commune se trouve dans l'arrondissement de Meaux du département de Seine-et-Marne. Pour l'élection des députés, elle fait partie depuis 2012 de la sixième circonscription de Seine-et-Marne.
Elle faisait partie de 1793 à 1962 du canton de Claye-Souilly, année où elle intègre le canton de Meaux, puis, en 1975, le canton de Meaux-Sud. Dans le cadre du redécoupage cantonal de 2014 en France, la commune réintègre le canton de Claye-Souilly, qui comprend désormais 30 communes.

### Intercommunalité
La commune est membre de la communauté d'agglomération du pays de Meaux, un établissement public de coopération intercommunale (EPCI) à fiscalité propre créé en 2003 et auquel la commune a transféré un certain nombre de ses compétences, dans les conditions déterminées par le code général des collectivités territoriales.

### Liste des maires
| Période                                  | Période         | Identité                      | Étiquette | Qualité                                                             |
| ---------------------------------------- | --------------- | ----------------------------- | --------- | ------------------------------------------------------------------- |
| Les données manquantes sont à compléter. |                 |                               |           |                                                                     |
| 1804                                     | 1809            | M. Adam                       |           |                                                                     |
| 1811                                     | 1825            | M. Adam                       |           |                                                                     |
| 1826                                     | 1830            | M. Lenfumé de Lignieres       |           |                                                                     |
| 1831                                     |                 | Jean Meilhan,                 |           | Maire-adjoint assurant l'intérim de M. Lenfumé de Lignieres, absent |
| 1834                                     |                 | Louis Joseph Alexandre Pachot |           |                                                                     |
| 1836                                     |                 | M. Pachot                     |           |                                                                     |
| 1848                                     |                 | Pierre Victor Bussieres       |           | Maire-adjoint assurant l'intérim du maire absent                    |
| avant 1870                               | avant 1876      | Adolphe de Lignieres          |           | propriétaire                                                        |
| 1876                                     |                 | Adolphe Lenfumé de Lignieres  |           | Propriétaire                                                        |
| 1883                                     |                 | François Ernest Michon        |           | Cultivateur                                                         |
| 1885                                     |                 | Louis Delaroche               |           |                                                                     |
| 1895                                     |                 | Jean Eugène Koller            |           | Agent de change                                                     |
| 1910                                     | après 1919      | Jean Fernand Koller           |           | Propriétaire                                                        |
| 1936                                     | 1937            | Jean Raymond Koller           |           | Ingénieur                                                           |
| 1937                                     |                 | Jean Fernand Koller           |           |                                                                     |
| 1947                                     |                 | Raymond Koller                |           |                                                                     |
| 1953                                     |                 | Robert Debeaupuis             |           |                                                                     |
| 1965                                     |                 | René Hunsinger                |           |                                                                     |
| 1983                                     | 2003            | Michel Proffit                |           | Agriculteur                                                         |
| 2003                                     | 2008            | Véronique Devaux              |           |                                                                     |
| 2008                                     | mai 2020        | Jacques Drèveton              |           |                                                                     |
| mai 2020                                 | septembre 2021, | Matthieu Fourny               |           | Démissionnaire                                                      |
| 6 décembre 2021                          | En cours        | Romuald Jala                  |           |                                                                     |

## Équipements et services publics

### Eau et assainissement
L’organisation de la distribution de l’eau potable, de la collecte et du traitement des eaux usées et pluviales relève des communes. La loi NOTRe de 2015 a accru le rôle des EPCI à fiscalité propre en leur transférant cette compétence. Ce transfert devait en principe être effectif au 1er janvier 2020, mais la loi Ferrand-Fesneau du 3 août 2018 a introduit la possibilité d’un report de ce transfert au 1er janvier 2026,.

#### Assainissement des eaux usées
En 2020, la gestion du service d'assainissement collectif de la commune de Trilbardou est assurée par  le CA du Pays de Meaux (CAPM) pour la collecte, le transport et la dépollution. Ce service est géré en délégation par une entreprise privée, dont le contrat arrive à échéance le 30 juin 2022,,.
L’assainissement non collectif (ANC) désigne les installations individuelles de traitement des eaux domestiques qui ne sont pas desservies par un réseau public de collecte des eaux usées et qui doivent en conséquence traiter elles-mêmes leurs eaux usées avant de les rejeter dans le milieu naturel. assure pour le compte de la commune le service public d'assainissement non collectif (SPANC), qui a pour mission de vérifier la bonne exécution des travaux de réalisation et de réhabilitation, ainsi que le bon fonctionnement et l’entretien des installations,.

#### Eau potable
En 2020, l'alimentation en eau potable est assurée par le SMAEP de Thérouanne, Marne et Morin (TMM) qui en a délégué la gestion à la SAUR, dont le contrat expire le 30 juin 2023,,.
Les nappes de Beauce et du Champigny sont classées en zone de répartition des eaux (ZRE), signifiant un déséquilibre entre les besoins en eau et la ressource disponible. Le changement climatique est susceptible d’aggraver ce déséquilibre. Ainsi afin de renforcer la garantie d’une distribution d’une eau de qualité en permanence sur le territoire du département, le troisième Plan départemental de l’eau signé, le 3 octobre 2017, contient un plan d’actions afin d’assurer avec priorisation la sécurisation de l’alimentation en eau potable des Seine-et-Marnais. A cette fin a été préparé et publié en décembre 2020 un schéma départemental d’alimentation en eau potable de secours dans lequel huit secteurs prioritaires sont définis. La commune fait partie du secteur Meaux.

## Population et société

### Démographie
L'évolution du nombre d'habitants est connue à travers les recensements de la population effectués dans la commune depuis 1793. Pour les communes de moins de 10 000 habitants, une enquête de recensement portant sur toute la population est réalisée tous les cinq ans, les populations de référence des années intermédiaires étant quant à elles estimées par interpolation ou extrapolation. Pour la commune, le premier recensement exhaustif entrant dans le cadre du nouveau dispositif a été réalisé en 2008.

En 2022, la commune comptait 692 habitants, en évolution de +2,98 % par rapport à 2016 (Seine-et-Marne : +3,92 %, France hors Mayotte : +2,11 %).
| 1793 | 1800 | 1806 | 1821 | 1831 | 1836 | 1841 | 1846 | 1851 |
| ---- | ---- | ---- | ---- | ---- | ---- | ---- | ---- | ---- |
| 373  | 406  | 429  | 385  | 443  | 473  | 461  | 445  | 407  |

| 1856 | 1861 | 1866 | 1872 | 1876 | 1881 | 1886 | 1891 | 1896 |
| ---- | ---- | ---- | ---- | ---- | ---- | ---- | ---- | ---- |
| 395  | 409  | 432  | 433  | 416  | 400  | 369  | 381  | 369  |

| 1901 | 1906 | 1911 | 1921 | 1926 | 1931 | 1936 | 1946 | 1954 |
| ---- | ---- | ---- | ---- | ---- | ---- | ---- | ---- | ---- |
| 382  | 390  | 406  | 328  | 329  | 318  | 345  | 402  | 387  |

| 1962 | 1968 | 1975 | 1982 | 1990 | 1999 | 2006 | 2008 | 2013 |
| ---- | ---- | ---- | ---- | ---- | ---- | ---- | ---- | ---- |
| 353  | 310  | 358  | 367  | 406  | 517  | 592  | 613  | 679  |

| 2018 | 2022 | - | - | - | - | - | - | - |
| ---- | ---- | - | - | - | - | - | - | - |
| 651  | 692  | - | - | - | - | - | - | - |

## Économie

### Revenus de la population et fiscalité
En 2017, le nombre de ménages fiscaux de la commune était de 257, représentant 646 personnes et la  médiane du revenu disponible par unité de consommation  de 24 980 euros.

### Emploi
En 2017 , le nombre total d’emplois dans la zone était de 115, occupant 336 actifs  résidants.
Le taux d'activité de la population (actifs ayant un emploi) âgée de 15 à 64 ans s'élevait à 78,1 % contre un taux de chômage de 6,2 %.
Les 15,7 % d’inactifs se répartissent de la façon suivante : 3,6 % d’étudiants et stagiaires non rémunérés, 5,9 % de retraités ou préretraités et 6,2 % pour les autres inactifs.

### Entreprises et commerces
En 2018, le nombre d'établissements actifs était de 56 dont 5 dans l’industrie manufacturière, industries extractives et autres, 13 dans la construction, 16 dans le commerce de gros et de détail, transports, hébergement et restauration, 2 dans l’information et communication, 3 dans les activités financières et d'assurance, 1 dans les activités immobilières, 8 dans les activités spécialisées, scientifiques et techniques et activités de services administratifs et de soutien, 2 dans l’administration publique, enseignement, santé humaine et action sociale et 6  étaient relatifs aux autres activités de services.
En 2019, 9 entreprises individuelles ont été créées sur le territoire de la commune.
Au 1er janvier 2020, la commune ne disposait pas d’hôtel et de terrain de camping.

### Agriculture
Trilbardou est dans la petite région agricole dénommée la « Goële et Multien », regroupant deux petites régions naturelles, respectivement la Goële et le pays de Meaux (Multien). En 2010, l'orientation technico-économique de l'agriculture sur la commune est diverses cultures (hors céréales et oléoprotéagineux, fleurs et fruits).
Si la productivité agricole de la Seine-et-Marne se situe dans le peloton de tête des départements français, le département enregistre un double phénomène de disparition des terres cultivables (près de 2 000 ha par an dans les années 1980, moins dans les années 2000) et de réduction d'environ 30 % du nombre d'agriculteurs dans les années 2010. Cette tendance n'est pas confirmée au niveau de la commune qui voit le nombre d'exploitations rester constant entre 1988 et 2010. Parallèlement, la taille de ces exploitations diminue, passant de 234 ha en 1988 à 179 ha en 2010.
Le tableau ci-dessous présente les principales caractéristiques des exploitations agricoles de Trilbardou, observées sur une période de 22 ans : 
|                                      | 1988 | 2000 | 2010 |
| ------------------------------------ | ---- | ---- | ---- |
| Dimension économique,                |      |      |      |
| Nombre d’exploitations (u)           | 3    | 3    | 3    |
| Travail (UTA)                        | 12   | 9    | 5    |
| Surface agricole utilisée (ha)       | 702  | 542  | 538  |
| Cultures                             |      |      |      |
| Terres labourables (ha)              | 702  | 542  | 538  |
| Céréales (ha)                        | 389  | s    | s    |
| dont blé tendre (ha)                 | 252  | 322  | s    |
| dont maïs-grain et maïs-semence (ha) | s    |      |      |
| Tournesol (ha)                       | s    |      |      |
| Colza et navette (ha)                | 64   | s    | s    |
| Élevage                              |      |      |      |
| Cheptel (UGBTA)                      | 0    | 0    | 0    |

## Culture locale et patrimoine

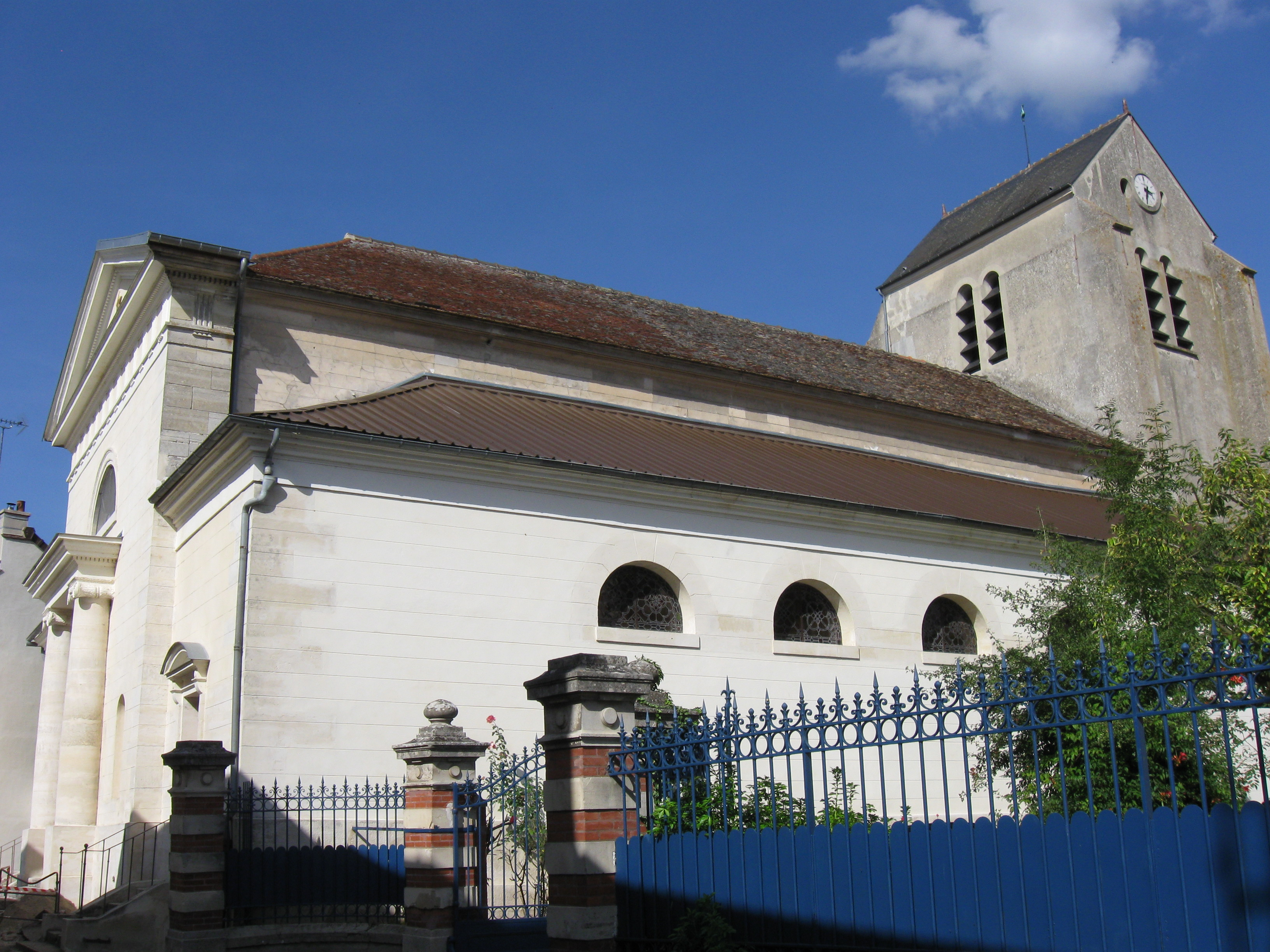
L'église Sainte-Geneviève.

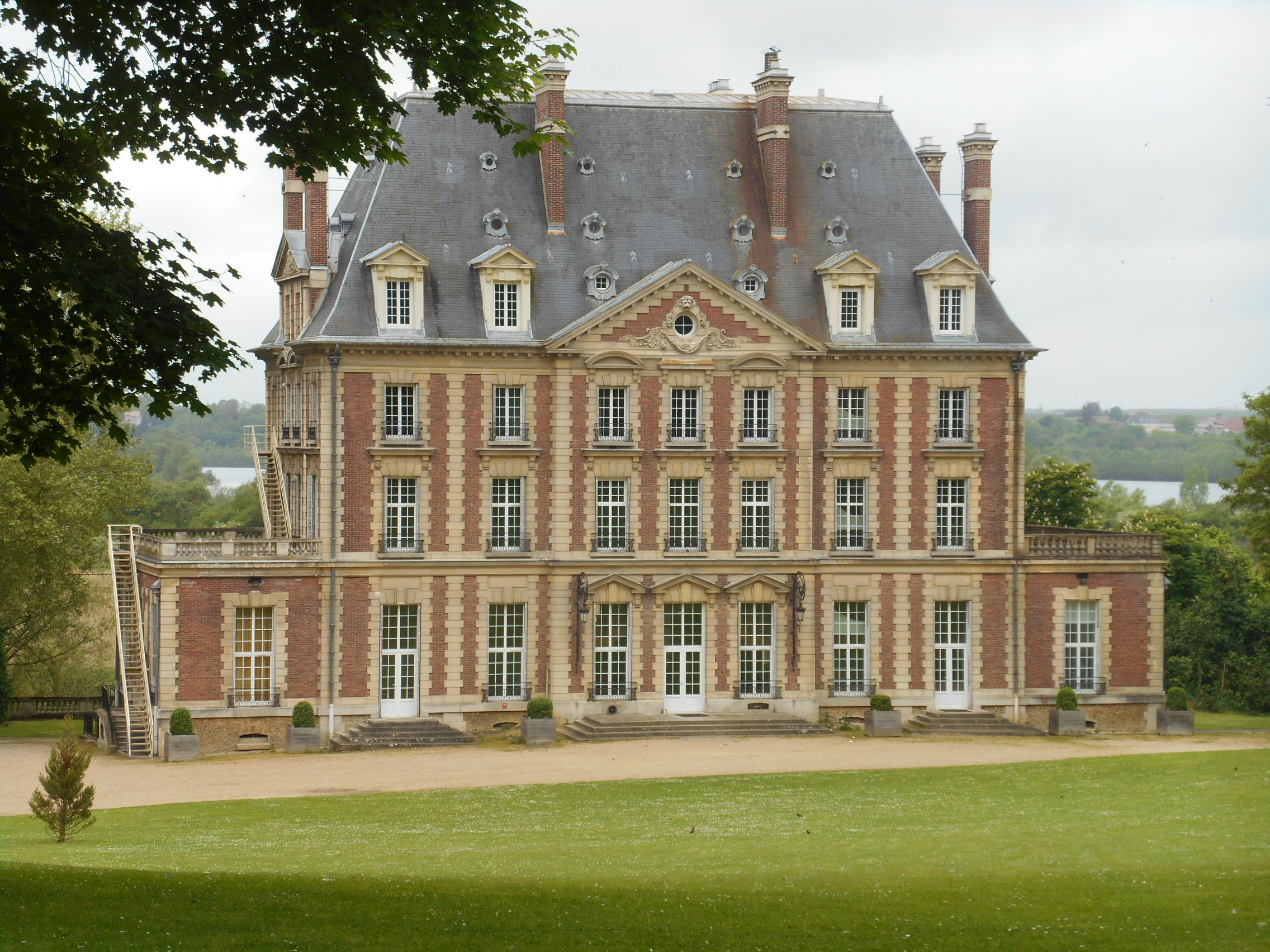
Le château.

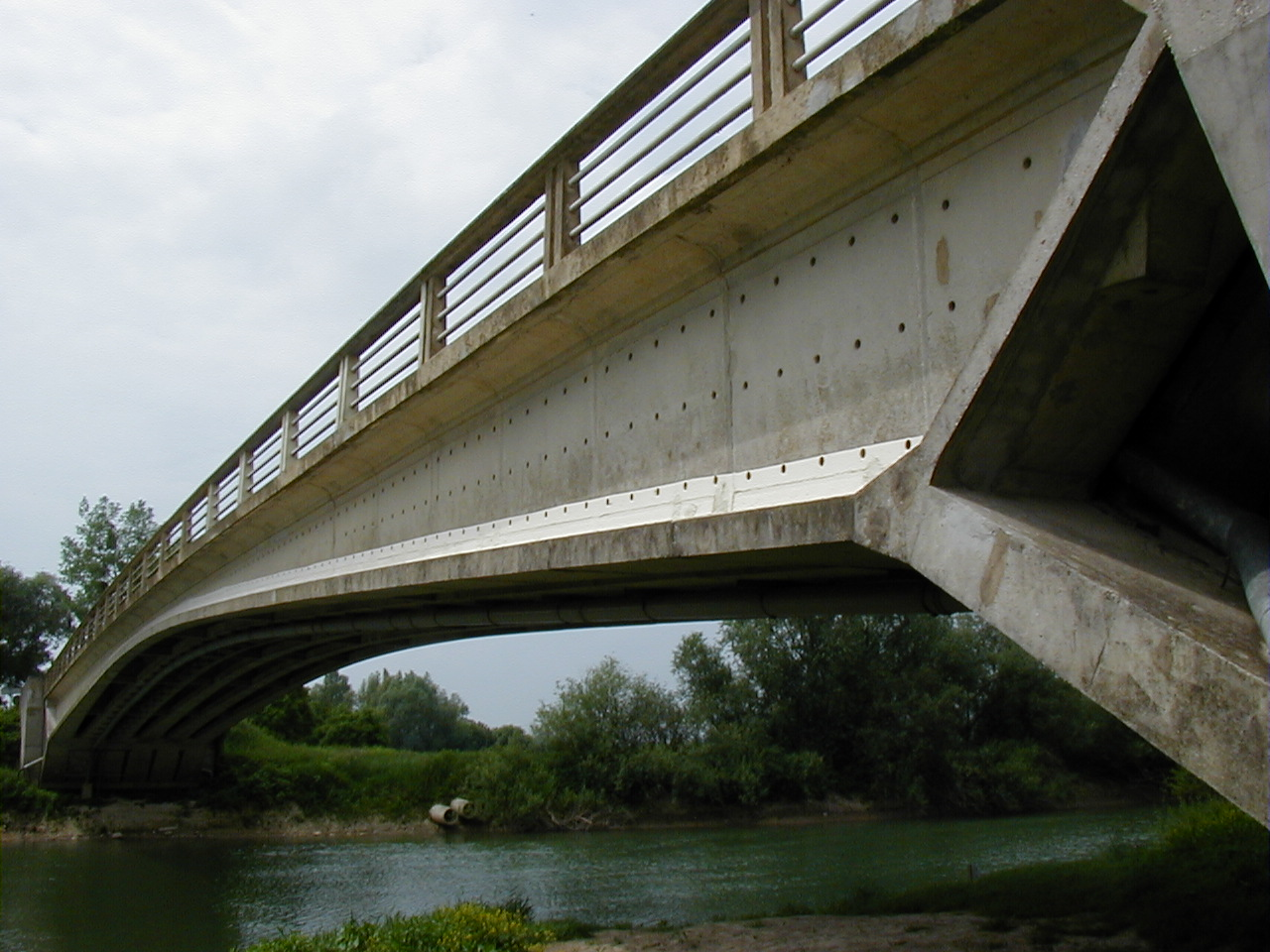
Pont sur la Marne.

### Lieux et monuments
- Église Sainte-Geneviève :
L'église placée sous le vocable de Sainte-Geneviève, reconstruite au XVIIIe siècle (exception faite du chœur et le clocher) contient plusieurs éléments classés au titre d'objet dont le retable du maître-autel[79]. Sa façade est de style néo-grecque, surmontée d'un fronton triangulaire souligné d'une frise dorique ;
- L'usine élévatoire de Trilbardou construite au XIXe siècle fait l’objet d’un classement au titre des monuments historiques[80] ;
- Le château ; Le lieutenant de police Lenoir acquiert la terre de Trilbardou en 1788 et confie la réalisation de son château à Brongniart. Le bâtiment est ensuite reconstruit au cours du XIXe siècle. C'est une maison néo-Louis XIII, en brique à chaine de pierres, comprenant deux étages et une toiture d'ardoise. La demeure domine la Marne du haut de sa terrasse. Le parc est traversé par le canal de l'Ourcq. Le général Gallieni s’y installa en septembre 1914 pour diriger l’offensive contre l’armée allemande de Von Kluck. Le château est depuis 1956 la propriété de la municipalité de La Courneuve, qui y a créé un centre de vacances ;
- Monument au maréchal Galiéni, offert par la ville de Paris au vainqueur de la bataille de la Marne, le long de la route de Paris à Meaux. La statue de bronze posée sur un socle de granit brut est exposée depuis janvier 2016 dans le jardin du musée de la Grande Guerre du pays de Meaux ;
- Les berges du canal de l'Ourcq ;
- Le cours de la Marne ;
- Le pont de Trilbardou sur la Marne, un des cinq ponts en béton précontraint sur la Marne conçus par Eugène Freyssinet et construits par Campenon-Bernard à partir de 1947.

### Héraldique
| Blason de Trilbardou | Blason  | Ecartelé : au 1er de gueules au mouton d'argent, au 2e d'azur à trois broyes d'or rangées en pal, au 3e d'azur à l'aigle d'or , au 4e d'or au silex de sable entre deux divises ondées d'azur. |
| Blason de Trilbardou | Détails | Le statut officiel du blason reste à déterminer. |